# Grant City, Missouri
Grant City är en stad i den amerikanska delstaten Missouri med en yta av 3,4 km² och en folkmängd som år 2010 uppgick till 859 invånare. Grant City är administrativ huvudort i Worth County. Staden har fått sitt namn efter Ulysses S. Grant.

## Kända personer från Grant City
- Frank E. Lucas, guvernör i Wyoming 1924–1925
- Leon C. Phillips, guvernör i Oklahoma 1939–1943